# Raffaele Tecce
Raffaele Tecce (Napoli, 6 agosto 1954) è un politico italiano.

## Biografia
Esponente di Rifondazione Comunista, è stato assessore alle Politiche sociali del Comune di Napoli, prima con la giunta Bassolino e in seguito con la prima giunta Iervolino.
Viene candidato al Senato alle elezioni politiche del 2001 nel collegio di Napoli-Ponticelli, senza essere eletto.
È stato successivamente eletto al Senato della Repubblica alle elezioni politiche del 2006 per Rifondazione Comunista, nella regione Campania. Oltre a essere membro della 5ª commissione permanente Bilancio, ha fatto parte della Delegazione Parlamentare Italiana presso l'Assemblea Parlamentare dell'iniziativa centro Europea.
Non è stato rieletto in Parlamento dopo le elezioni politiche del 2008 a causa del mancato raggiungimento della soglia di sbarramento all'8% da parte della lista in cui era candidato La Sinistra l'Arcobaleno.
È da alcuni anni il Responsabile nazionale Enti locali di Rifondazione Comunista.